# Watson (Minnesota)
Watson és una població dels Estats Units a l'estat de Minnesota. Segons el cens del 2000 tenia 209 habitants.

## Demografia
Segons el cens del 2000, Watson tenia 209 habitants, 86 habitatges, i 52 famílies. La densitat de població era de 448,3 habitants per km².
Dels 86 habitatges en un 31,4% hi vivien nens de menys de 18 anys, en un 45,3% hi vivien parelles casades, en un 7% dones solteres, i en un 39,5% no eren unitats familiars. En el 32,6% dels habitatges hi vivien persones soles el 16,3% de les quals corresponia a persones de 65 anys o més que vivien soles. El nombre mitjà de persones vivint en cada habitatge era de 2,43 i el nombre mitjà de persones que vivien en cada família era de 3.
Per edats la població es repartia de la següent manera: un 28,7% tenia menys de 18 anys, un 7,7% entre 18 i 24, un 29,2% entre 25 i 44, un 19,6% de 45 a 60 i un 14,8% 65 anys o més.
L'edat mediana era de 37 anys. Per cada 100 dones de 18 o més anys hi havia 109,9 homes.
La renda mediana per habitatge era de 34.688 $ i la renda mediana per família de 45.000 $. Els homes tenien una renda mediana de 25.781 $ mentre que les dones 21.250 $. La renda per capita de la població era de 14.617 $. Entorn del 7,1% de les famílies i el 13% de la població estaven per davall del llindar de pobresa.

## Poblacions més properes
El següent diagrama mostra les poblacions més properes.